# Ahmed Mansoor
Pour les articles homonymes, voir Mansoor.
Ne doit pas être confondu avec Ahmed Mansour (présentateur).
Ahmed Mansoor Al Shehhi (ar) أحمد منصور الشحي, né en 1969, est un blogueur dans les Émirats arabes unis, militant des droits humains et des réformes, arrêté en avril 2011 pour diffamation et insultes à trois dirigeants de l'État et jugé dans le cadre du procès UAE Five (en). Condamné, il est aussitôt gracié et libéré, tout comme les quatre autres activistes, par le président Cheikh Khalifa bin Zayed Al Nahyan.
Il est de nouveau arrêté en mars 2017 pour avoir utilisé des réseaux sociaux et menacé l'ordre public par la « publication d'informations fausses et trompeuses ». Le tribunal le condamne à une peine de dix ans de prison pour atteinte à la sécurité de l'État.

## Genèse
Mansoor tient un blog aux opinions antigouvernementales, appelant à des réformes et aux droits de l'homme aux Émirats arabes unis. Avec quatre autres activistes, il est arrêté en avril 2011 pour avoir enfreint une loi émirati sur la diffamation, pour des propos à l'encontre des dirigeants de l'État, le président de pays Khalifa bin Zayed Al Nahyan, son vice-président Mohammed bin Rashid Al Maktoum et le prince héritier d'Abou Dhabi Mohammed bin Zayed Al Nahyan.

## Surveillance
À la suite de sa grâce, Mansoor fut surveillé en 2013-2014 par le gouvernement des Émirats arabes unis grâce à un logiciel espion pour téléphone portable développé par le groupe NSO,. Environ à la même époque, son passeport lui a été confisqué, sa voiture volée, son courrier électronique piraté, sa localisation pistée, son compte bancaire vidé et il a été battu par des inconnus deux fois dans la même semaine.
Vers 2016-2017, Mansoor a de nouveau été ciblé par l'entrepreneur émirati DarkMatter. Cela s'est produit dans le cadre du projet Raven, une opération clandestine de surveillance et de piratage ciblant d'autres gouvernements, militants et militants des droits de l'homme critiques de la monarchie des Émirats arabes unis, révélée en janvier 2019. Ahmed Mansoor portait le nom de code « Egret » dans Project Raven, tandis qu'une autre cible principale, Rori Donaghy, portait le nom de code « Gyro ». En juin 2017, le projet Raven avait piraté l'appareil mobile de la femme de Mansoor, Nadia, et lui avait donné le nom de code « Purple Egret ».

## Deuxième arrestation
Ahmed Mansoor fait l'objet d'une seconde arrestation en mars 2017, pour avoir utilisé des réseaux sociaux et « publié des informations fausses et trompeuses »,. Les experts des droits humains de l'ONU estiment que son arrestation et son emprisonnement « constituent une attaque directe contre le travail légitime des défenseurs des droits humains aux Émirats arabes unis ». En mars 2018, après plus d'un an de détention, dont une grande partie à l'isolement, il est condamné à dix ans de prison et à une amende de 1 000 000 de dirhams émiratis.
En avril 2019, Human Rights Watch préoccupée par la détérioration de la santé du militant en grève de la faim demande sa libération urgente.
En juin 2021, le Gulf Center for Human Rights (en) accuse, par le biais d'une plainte déposée devant les tribunaux français, Ahmed Naser Al-Raisi d'être responsable de la torture de Mansoor.
En juillet 2021, alors qu'une lettre privée détaillant ses mauvais traitements en détention et son procès inéquitable a été publiée sur un site d'information en arabe basé à Londres, Human Rights Watch et Gulf Centre for Human Rights renouvellent de leurs inquiétudes quant au bien-être de Mansoor.
En juillet 2021, il est confirmé que Mansoor a été la cible du logiciel Pegasus.
Le 17 septembre 2021, les législateurs de l'Union européenne (UE) demandent aux Émirats arabes unis la libération d'Ahmed Mansoor et d'autres militants des droits humains.

## Réactions
Depuis son arrestation, il est à l'isolement dans la prison d'Al-Sadr, Abou Dabi. Le 30 septembre 2022, Amnesty International et GCHR font appel aux Émirats arabes unis pour lui accorder l'accès à des experts internationaux indépendants,,[réf. à confirmer].
Le 19 octobre 2023, Amnesty International, exhorte les dirigeants mondiaux de demander aux Émirats arabes unis la libération d'Ahmed Mansoor avant la conférence COP28 Climate.
Human Rights Watch a exprimé ses inquiétudes concernant un procès de masse injuste sur Ahmed Mansoor mené par les autorités émiraties en avril 2024, citant de graves problèmes de procédure régulière. En outre, le procès implique de nombreux accusés qui ont été soumis à une prolongation de l'isolement, une pratique qui soulève des allégations de torture potentielles.

## Prix
- En 2015, Mansoor reçoit le prix Martin-Ennals pour les défenseurs des droits humains[18].